# فارس جابلخیر
فارس جابلخیر (انگلیسی: Fares Djabelkheir؛ زادهٔ ۱۲ اکتبر ۱۹۷۵) بازیکن فوتبال اهل الجزایر است.
از باشگاه‌هایی که در آن بازی کرده‌است می‌توان به باشگاه فوتبال المعب تونس، باشگاه فوتبال مولودیه الجزایر، و باشگاه فوتبال قسنطینه اشاره کرد.
وی همچنین در تیم ملی فوتبال الجزایر بازی کرده‌است.